# 344 (số)
344 (ba trăm bốn mươi bốn) là một số tự nhiên ngay sau 343 và ngay trước 345.